# Wolfenstein: Youngblood
Wolfenstein: Youngblood é um jogo eletrônico de tiro em primeira pessoa desenvolvido pela MachineGames e Arkane Studios e publicado pela Bethesda Softworks. Foi lançado em julho de 2019 para Microsoft Windows, Nintendo Switch, PlayStation 4 e Xbox One, e em novembro para Google Stadia. É um derivado da série Wolfenstein e sequência de Wolfenstein II: The New Colossus de 2017, se passando em Paris em 1980 em uma história alternativa em que a Alemanha Nazista venceu a Segunda Guerra Mundial. A narrativa segue as irmãs Jess e Soph Blazkowicz, que vão à procura de seu pai B.J. depois dele ter desaparecido.

## Jogabilidade
Wolfenstein: Youngblood é um jogo eletrônico de tiro jogado a partir de uma perspectiva em primeira pessoa. Os jogadores podem escolher assumir o controle de Jess ou Soph Blazkowicz, com a outra personagem sendo controlada pela inteligência artificial ou por outro jogador em um modo cooperativo. Diferentemente de títulos anteriores da série, as missões de Youngblood podem ser completadas de forma não-linear. Novas habilidades e equipamentos podem ser desbloqueadas no decorrer da história.

## Sinopse
A história se passa na década de 1980, duas décadas depois dos eventos de Wolfenstein II: The New Colossus, em uma história alternativa em que a Alemanha Nazista venceu a Segunda Guerra Mundial. As irmãs Jessica e Sophia Blazkowicz, filhas de B.J. Blazkowicz e Anya Oliwa, viajam até Paris na França à procura de seu pai desaparecido. Ao mesmo tempo elas devem ajudar a Resistência Francesa em sua luta para libertar seu país do domínio nazista.

## Desenvolvimento
Wolfenstein: Youngblood foi desenvolvido em conjunto pela MachineGames e pela Arkane Studios em seu escritório de Lyon na França. A narrativa original do jogo seria uma aventura focada em apenas uma das duas irmãs Blazkowicz. Entretanto, a equipe decidiu expandir a escala da história para englobar as duas personagens como protagonistas depois de opiniões positivas durante a fase de pré-desenvolvimento. O modo cooperativo multijogador foi incluído com o objetivo de permitir que dois jogadores completassem toda a história de Youngblood jogando como as duas irmãs.